# Centre de tir olympique
Das Centre de tir olympique (deutsch Olympisches Schießzentrum) ist ein Schießstand in der kanadischen Stadt Saint-Jean-sur-Richelieu.

## Geschichte
Nachdem Montreal den Zuschlag für die Olympischen Sommerspiele 1976 erhalten hatte, wurde die Anlage des 1962 gegründeten Clubs Pêcheurs & Chasseurs Montréal in L’Acadie modernisiert und erweitert. Viele der Erneuerungen waren jedoch temporär, da der Club nicht dauerhaft für den Unterhalt sorgen konnte. Des Weiteren wurden neue Zufahrtswege geschaffen und 400 Parkplätze angelegt. Während den Spielen fanden neben den Wettkämpfen im Schießsport auch das Schießen im Modernen Fünfkampf auf der Anlage statt.